# Pulsar milisekundowy
Pulsar milisekundowy – pulsar o okresie rotacji typowo 1-10 milisekund. Pulsary milisekundowe różnią się od zwykłych pulsarów radiowych tym, że ich ogromna prędkość rotacji nie wynika z młodego wieku, ale z epizodu "rozkręcenia" przepływem masy z towarzysza w układzie podwójnym w procesie nazywanym czasem "recyclingiem". Pulsary milisekundowe są starymi gwiazdami neutronowymi, występują szczególnie licznie w gromadach kulistych tj. wśród starych gwiazd populacji II. Pierwszy pulsar milisekundowy został odkryty w 1982 roku.
Pulsacje są obserwowane przede wszystkim w zakresie mikrofalowym albo rentgenowskim, w zależności od fazy ewolucyjnej układu podwójnego. Gdy następuje przypływ materii od towarzysza do gwiazdy neutronowej,  pulsar świeci w zakresie rentgenowskim, a jego moment pędu rośnie. Przepływowi materii towarzyszy zmiana parametrów orbity, która może powodować po pewnym czasie ustanie przepływu, i wtedy gwiazda jest pulsarem radiowym.
Towarzysz jest zwykle gwiazdą małomasywną, i jego masa w trakcie ewolucji maleje, częściowo w wyniku przepływu masy, a częściowo w wyniku ogrzewania warstw powierzchniowych gwiazdy przez pulsara , co powoduje powstawanie silnego wiatru (w fazie bez wymiany masy). W  skrajnym przypadku towarzysz może utracić całą swoją masę i zaniknąć, pozostawiając pojedynczego milisekundowego pulsara. Takie układy nazywane są popularnie czarnymi wdowami . Pierwowzorem takiego układu z zanikającym towarzyszem jest PSR 1957+20.
Obecnie znanych jest osiem pulsarów milisekundowych będących w fazie akrecji, ogólna liczba pulsarów milisekundowych to około 200.
Najszybszym znanym pulsarem jest PSR J1748-2446ad, obracający się z częstotliwością 716 Hz, czyli posiadający okres 1,396 ms .